# Apogonia sequens
Apogonia sequens är en skalbaggsart som beskrevs av Frey 1975. Apogonia sequens ingår i släktet Apogonia och familjen Melolonthidae. Inga underarter finns listade i Catalogue of Life.